# Melissa (Itália)
Melissa é uma comuna italiana da região da Calábria, província de Crotone, com cerca de 3.253 habitantes. Estende-se por uma área de 50 km², tendo uma densidade populacional de 65 hab/km². Faz fronteira com as comunas de Carfizzi, Casabona, Cirò, Cirò Marina, San Nicola dell'Alto, Strongoli.

## Demografia
| Variação demográfica do município entre 1861 e 2011                               |
|                                                                                   |
| Fonte: Istituto Nazionale di Statistica (ISTAT) - Elaboração gráfica da Wikipedia |

## Cidades-irmãs
- Gattatico, Itália
- Sant'Ilario d'Enza, Itália